# Ponoka
Ponoka je kanadské město v Albertě, které se rozkládá uvnitř calgarsko–edmontonského koridoru ve vzdálenosti 59 km severně od Red Deer a 95 km jižně od Edmontonu na křižovatce dálnic Alberta Highway 2A a Alberta Highway 53. V roce 2016 mělo 7229 obyvatel.

## Historie
Místo bylo osídleno v roce 1891. V roce 1900 bylo uznáno jako vesnice a v roce 1904 jako malé město ("town").